# Conops flaviceps
Conops flaviceps är en tvåvingeart som beskrevs av Macquart 1843. Conops flaviceps ingår i släktet Conops och familjen stekelflugor. Inga underarter finns listade i Catalogue of Life.